# Gro Lundberg
Gro Lundberg (...) è un'ex sciatrice alpina norvegese.

## Biografia
Specialista delle prove veloci, Gro Lundberg ai Campionati norvegesi vinse la medaglia di bronzo nella discesa libera nel 1978; non prese parte a rassegne olimpiche né ottenne piazzamenti in Coppa del Mondo o ai Campionati mondiali.

## Palmarès

### Campionati norvegesi
- 1 medaglia[senza fonte] (dati parziali fino alla stagione 1977-1978):
  - 1 bronzo (discesa libera nel 1978)[senza fonte]